# イオン原店
イオン原店（イオンはらてん）は、福岡県福岡市早良区で、イオングループの一企業であるイオン九州が運営している商業施設。
本項では、前身にあたるダイエー原店および原サティ、イオン原ショッピングセンターについても記述する。

## 概要

### ダイエー時代
1976年（昭和51年）10月27日、ダイエー原店として開業した。
開店に当たっては、「ほっと一息いれる場所を作ってほしい。ゆっくりと買い物を楽しめるような配置にしてほしい」という地元の婦人会からの要望を聞き入れた。手島貞勝会長（のちの西部日本エンタープライズ社長、現同社顧問）・榎本一彦社長（のちの福岡地所社長、現同社会長）が率いる建築主のメッセのスタッフは、米国に留学した際に、日本のスーパーも将来は郊外型になると言われ、西海岸などの当時の最先端のショッピングセンターの在り方を学んだ。米国での経験を基にダイエーと検討を重ねた結果、原店は当時のダイエーの他店舗と比較しても、飛び抜けてオープンスペースが多く確保された。メッセとダイエーは、完工披露パーティーを自粛してその費用を地域社会に役立てたいとし、開店2日前の1976年10月25日には、西日本新聞民生事業団を通じ、西福岡交通安全協会に50万円、地元（原校区・原西校区）の自治会連合会に計40万円を寄贈した。
ダイエーの産業再生機構支援による経営合理策の一環で2005年（平成17年）10月31日に閉店した。

### 原サティ時代
ダイエー原店の閉店後、建物はしばらく空きビルとなっていたが、2006年（平成18年）にマイカル九州（現・イオン九州）が「原サティ」の出店を発表、所有していた九州リースサービスも福岡リート投資法人に売却した。エスカレーターを屋上駐車場に連絡させる、耐震補強を行うなどの改修工事を行った末、2007年（平成19年）3月8日に開業。
2001年（平成13年）に経営破綻したマイカル九州にとっては7年ぶりの出店となったが、開店から半年も経たない8月21日に同社がイオン九州に吸収合併された。マイカル九州は年1店のペースで新規出店を進める計画だったが、以後九州地区でサティの新規出店はなかった。
イオン九州と福岡リート投資法人との間の賃貸契約は、2019年2月28日までの12年間とされた。この契約は、賃貸借契約期間の満了をもって終了し、更新しないものとされており、またいかなる場合においても、賃貸借期間の満了前に解約することはできないものとされている。

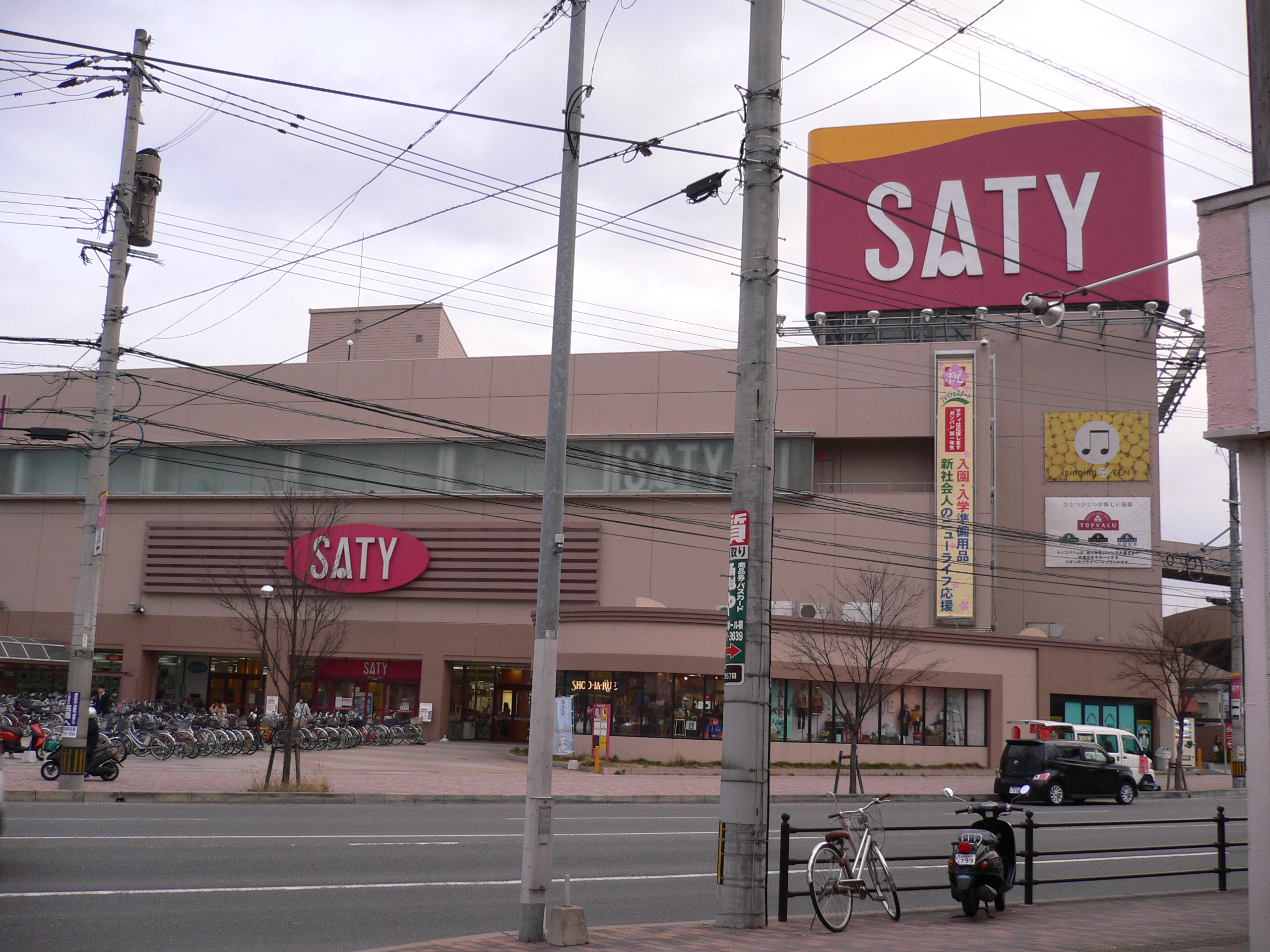
原サティ時代の店舗外観

### イオン原ショッピングセンター時代・そして閉店
2011年3月1日、イオングループが「ジャスコ」と「サティ」の店舗ブランド名を「イオン」に統一。そのため、核店舗の店舗名が「（初代）イオン原店」に、SC名「イオン原ショッピングセンター」に変更された。このため、「サティ」としてはわずか4年弱の営業期間となった。
2016年にはイオン九州と福岡リート投資法人の定期建物賃貸借契約の満了時期まで3年を切り、同投資法人は契約満了後の賃貸借条件、建物の築年数等を前提に、将来発生しうるリスクやその影響について検討していた。商圏人口（3km圏約30万人）などの競争力や追加投資によるリニューアルの可能性についても考慮されたが、最終的には不動産市況が活況を呈しているこの時期に売却することで、将来リスクを回避することが望ましいと判断し、同年9月30日に売却された。帳簿価格52億4900万円に対し譲渡価格は37億円。
先述した賃貸借契約の終了に伴い、2019年1月31日をもって閉店。商業施設としては前身のダイエー原店から数え、43年間の歴史に一旦幕を下ろした。跡地はダイワロイヤルによって2階建ての新たなショッピングセンターが建設され、2020年11月19日に核店舗の店舗名を引き継いだ「（2代目）イオン原店」として再開業された。

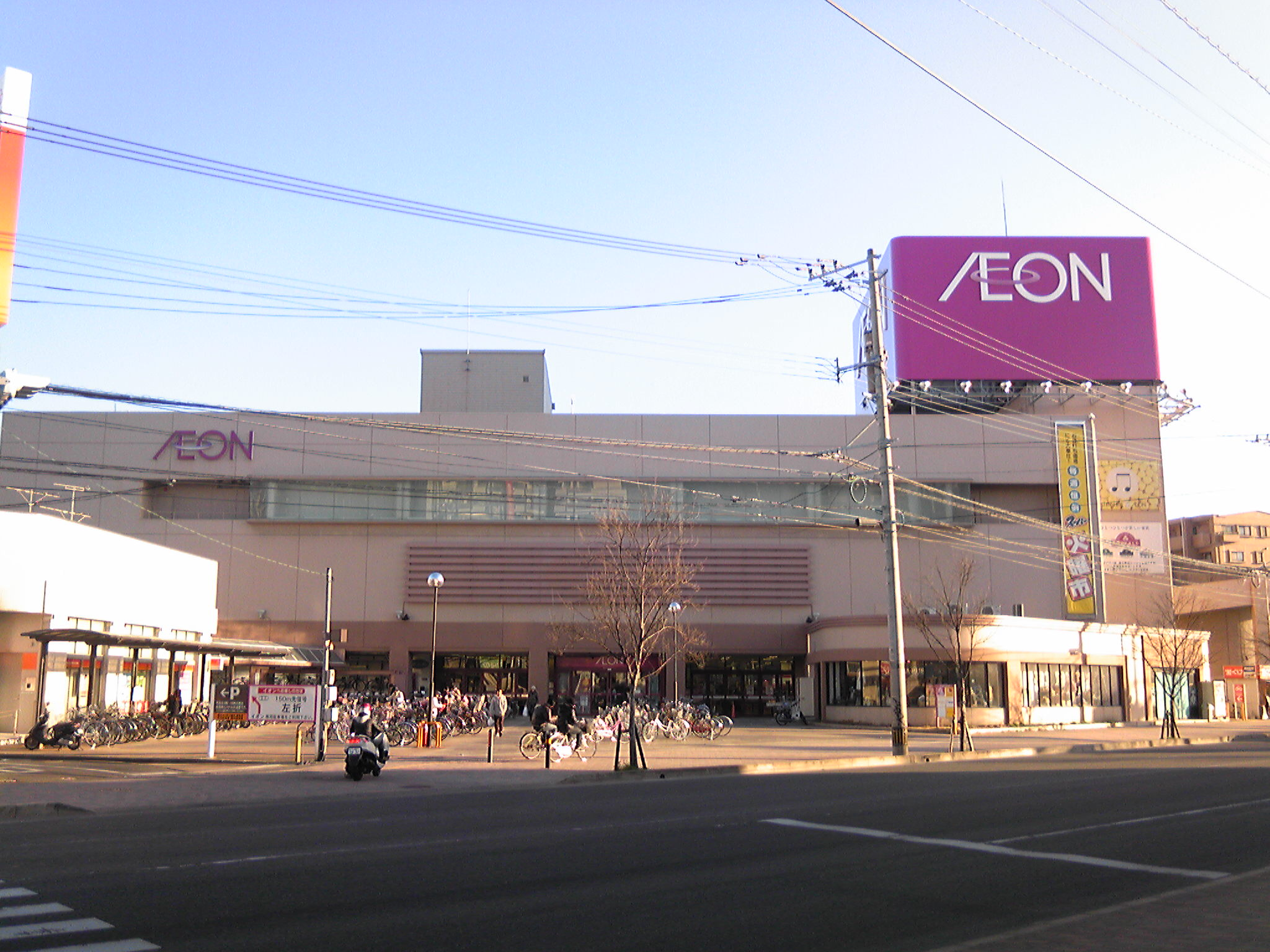
店舗外観
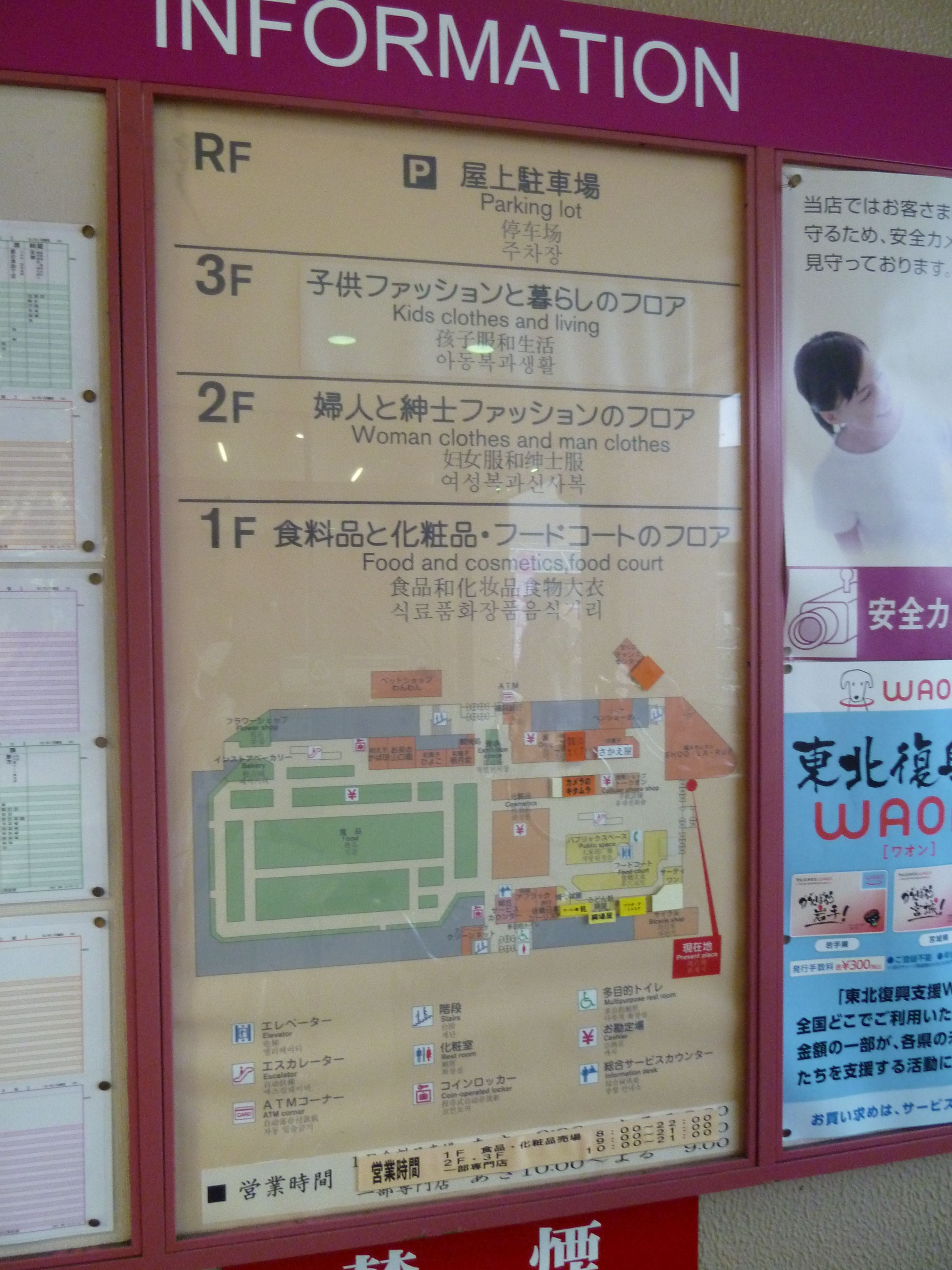
2013年春の改装まで使用された4か国語表記のフロアガイド

## 建物構成
現行の店舗は北棟と南棟で構成されている。南棟2階部分はエディオンが出店し、1階部分は駐車場となっている。その他の店舗は全て北棟に出店している。

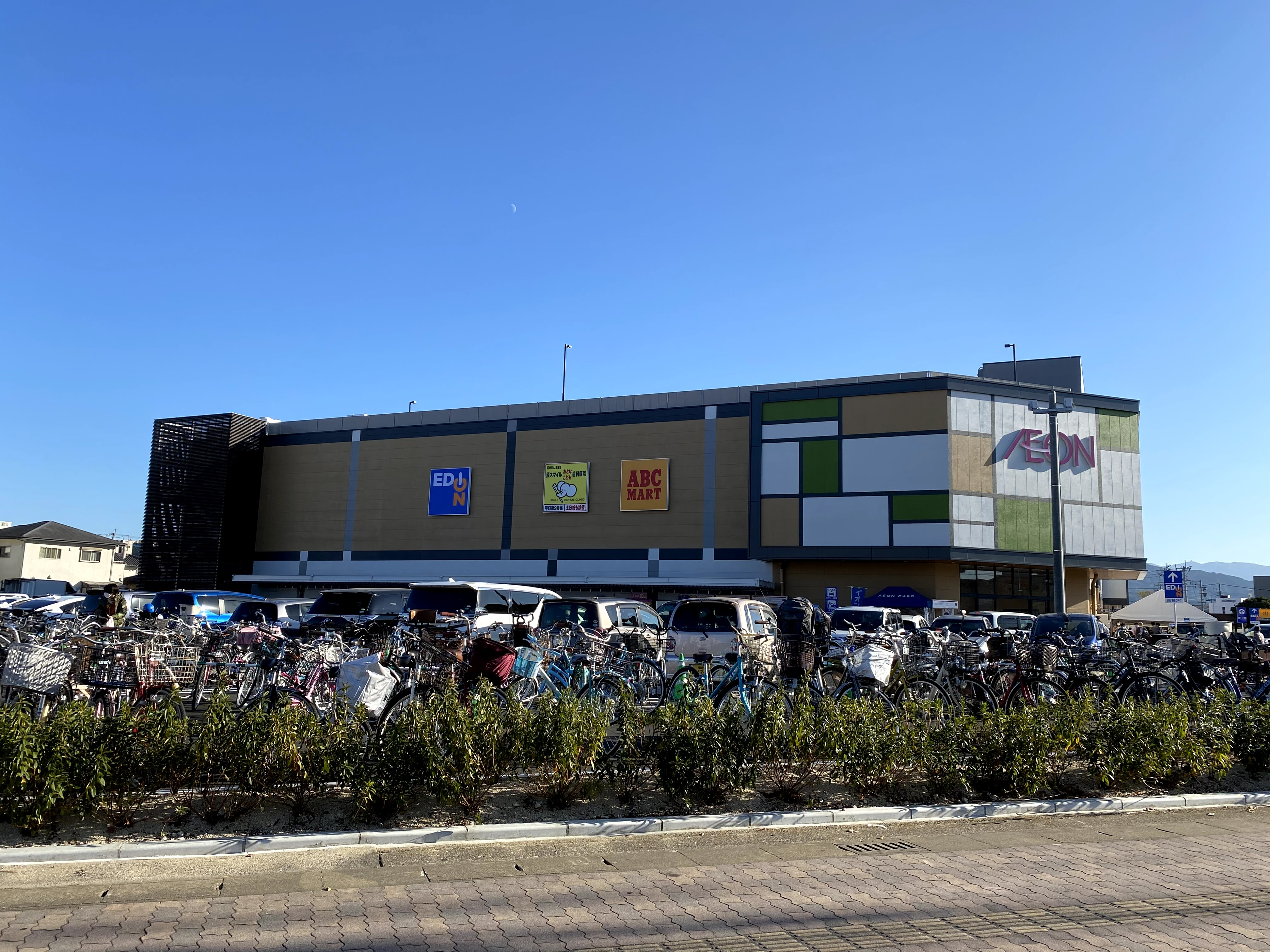
北棟
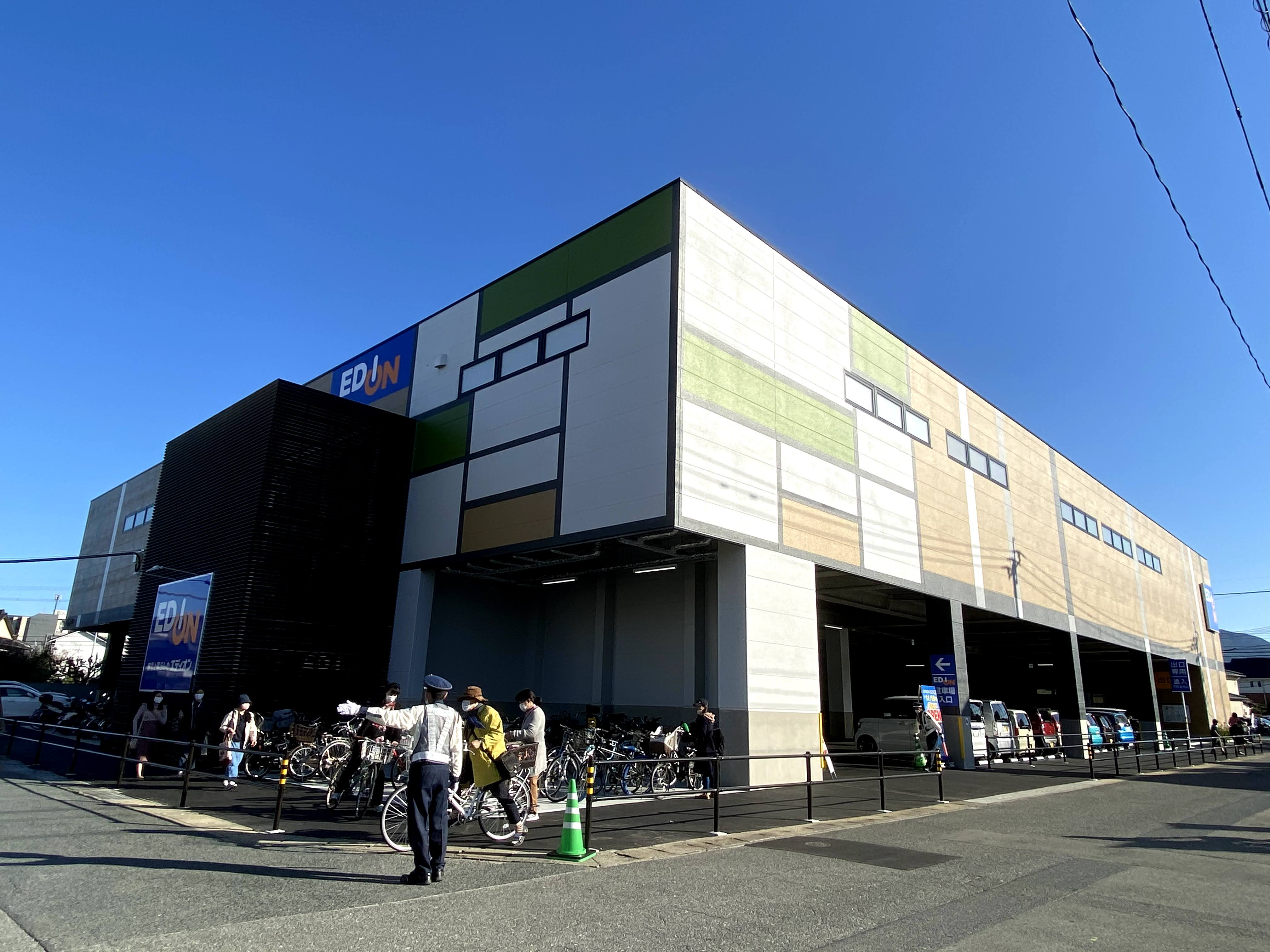
南棟

## 営業時間
- イオン 9:00-22:00
- 専門店 10:00-21:00

2007年は23時までの営業だった。さらに、2009年からは2階・3階の営業時間を21時までに短縮。なお食品売場は、イオン九州の早朝営業実施により2012年6月から7時開店となったが、2014年9月以降は8時開店となった。その後、2016年9月からは食品売場も9時開店となった。2020年の再開店の際は、専門店は10時開店となった。

## 最寄りの交通機関
※全て西鉄バス
- 藤崎バス乗継ターミナル6番乗り場より2・2-9系統「原往還」下車
- 天神警固神社・三越前バス停から201・208系統「原往還」下車
- 薬院駅バス停から19系統「原往還」下車

## その他
- マイカル九州は「サティ」の本家であるマイカル本社とは出店当時すでに直接の資本関係はなかった（ただし、両社ともイオングループに属していた）。建物外観のロゴマークはオープン当初より「MYCAL」ロゴではなく「ÆON」ロゴのみが設置されていた。